# Våldsironi
Våldsironi förekommer i svensk undergroundhiphop från sent 1990-tal och framåt.]]
‘’‘Våldsironi’’’ är ett stilgrepp inom svensk hiphop där rappare använder groteska, våldsamma eller moraliskt anstötliga bilder överdrivet och med tydlig distans – ofta som parodi eller satir – så att våldet både iscensätts och undergrävs samtidigt.Kalle Berggren (2016). Snubben trodde han var cool för han hade en pistol”: Maskulinitet, våld och föräldraskap i svensk rap. "37". sid. 53–74. doi:10.55870/tgv.v37i3.3067. https://publicera.kb.se/tgv/article/view/3067. Greppet har särskilt förknippats med undergroundscenen från tidigt 2000-tal och grupper som De 6 apornas armé (D6AA), Mobbade barn med automatvapen (MBMA) och kollektivet Rappare i Samverkan (RIS) med konstellationer som Dubbel Trubbel, Dom Viktiga Skorna och The Keffat Liv.”Mobbade barn med automatvapen”. Gatuslang. https://gatuslang.se/tag/mobbade-barn-med-automatvapen/. Läst 20 augusti 2025.”Rappare i Samverkan – Dubbel Trubbel, Keffat Liv, Dom Viktiga Skorna m.fl.”. Whoa.nu. https://whoa.nu/forum/svensk-hiphop/audio-och-video/569563/1.aspx. Läst 20 augusti 2025.

## Definition och kännetecken
Begreppet har använts i svensk forskningslitteratur för att beskriva hur artister både reproducerar och ifrågasätter våldsdiskurser. Enligt genusforskaren Kalle Berggren kan det förstås som en parodisk maskulinitets-performans där extremt våld, misogyni eller tabuämnen spelas upp på ett överdrivet och uppenbart ironiskt sätt för komisk, chockerande eller kritisk effekt.Kalle Berggren (2016). Snubben trodde han var cool för han hade en pistol”: Maskulinitet, våld och föräldraskap i svensk rap. sid. 60–61, 68. https://publicera.kb.se/tgv/article/download/3067/2767/7423.

## Historik
I slutet av 1990-talet och början av 2000-talet uppstod en våg av ironiserande våldsbilder inom svensk undergroundhiphop. Västeråsgruppen ”De 6 Apornas Armé” (D6AA) gav ut kassetter och MP3-spår med groteska kontraster, som ”Negativa Apjävlar” (2000).”De 6 Apornas Armé – artistprofil”. Discogs. https://www.discogs.com/artist/1104691-De-6-Apornas-Arm%C3%A9. Läst 20 augusti 2025.”D6AA – Dvärg vs jätte (2001)”. YouTube. https://www.youtube.com/watch?v=50vyrsJ0YAM. Läst 20 augusti 2025.
Uppsala-baserade ”MBMA” utvecklade samtidigt en egen stil av ordakrobatik och svart humor som blivit återkommande referenspunkt i historieskrivning och poddar som Gatuslang.”MBMA – Gatuslang”. Gatuslang. https://gatuslang.se/tag/mobbade-barn-med-automatvapen/. Läst 20 augusti 2025.
Under andra halvan av 00-talet samlades flera skånska akter i kollektivet ”Rappare i Samverkan” (RIS). Här ingick Dubbel Trubbel, Dom Viktiga Skorna, The Keffat Liv samt profiler som Mr Cool, Färska Prinzen, Armann Hreinsson och Hyper.”Rappare i Samverkan – medlemsöversikt”. Under Produktion-wiki. https://wiki.underproduktion.se/index.php/Rappare_i_Samverkan. Läst 20 augusti 2025.”Rappare i Samverkan på Spotify (diskussion)”. Fragbite. https://fragbite.se/forum/noje/filmer/thread/828473/rappare-i-samverkan-pa-spotify. Läst 20 augusti 2025.

## Exempel på textrader
Flera låtar och texter från D6AA, MBMA och RIS används ofta som illustrationer på våldsironi. Nedan följer ett urval:
	•	‘’‘D6AA – ”Ring snuten”’’’:
”’‘De e dags å mata svinen, med automatkarbinen / Lära glinen hur man handskas med polisen, bryta isen / Med kofot å mordhot, det finns inget bot mot LoopTroop’’””D6AA – Ring snuten”. YouTube. https://www.youtube.com/watch?v=50vyrsJ0YAM. Läst 20 augusti 2025.
	•	‘’‘D6AA – ”Dampbarn”’’’:
”’‘Rolig och pratglad, sen jagar jag dig med blodiga rakblad… / Är jag på din konsert är det för att skjuta dig på scen’’””D6AA – Dampbarn”. YouTube. https://www.youtube.com/watch?v=g9_qjPXN_KA. Läst 20 augusti 2025.
	•	‘’‘D6AA – ”Självmordstankar”’’’:
”’‘Hugger ner några personer jag vet har HIV med en kniv / Fyller ett badkar med blodet, skär upp min kropp och kliver i’’””D6AA – Självmordstankar”. YouTube. https://www.youtube.com/watch?v=anZ3wQzw_0A. Läst 20 augusti 2025.
	•	‘’‘MBMA – ”Vulgära vovvar”’’’:
”’‘Organism 12 grabben som röker hash och knullar dvärgar / Jag har en kniv som jag ska hacka vrister, skiter i sabbath-tvister / Vi är inte längre rapartister utan satanister’’””MBMA – Gatuslang”. https://gatuslang.se/tag/mobbade-barn-med-automatvapen/. Läst 20 augusti 2025.
	•	‘’‘MBMA – ”Musik för din kravall”’’’:
”’‘Gör ett blodbad av skolbarn mitt i en storstad / Jävla horbarn, skulle det där stoppa oss!’’””MBMA – Gatuslang”. https://gatuslang.se/tag/mobbade-barn-med-automatvapen/. Läst 20 augusti 2025.
Exemplen har ofta citerats i forumdiskussioner och analyserats som typiska uttryck för våldsironi.”RIS – diskussionstråd”. Whoa.nu. https://whoa.nu/forum/svensk-hiphop/audio-och-video/569563/1.aspx. Läst 20 augusti 2025.

## Kontroverser
Det mest uppmärksammade exemplet på våldsironi i offentlig debatt är kontroversen kring Mr Cools låt ”Knulla barn” (2015). Låten anmäldes 2018 i en kampanj som ledde till att den först toppade Spotifys listor och sedan togs bort. Händelsen väckte en omfattande debatt om satir, yttrandefrihet och plattformars ansvar.”Efter kritiken: Mr Cools kontroversiella låt etta på Spotify”. SVT Kultur. 3 juli 2018. https://www.svt.se/kultur/efter-kritiken-mr-cools-kontroversiella-lat-etta-pa-spotify. Läst 20 augusti 2025.”Kritik mot Spotify efter raderade Mr Cool-låten”. SVT Kultur. 4 juli 2018. https://www.svt.se/kultur/kritik-mot-spotify-efter-raderade-mr-cool-laten. Läst 20 augusti 2025.”Komikern Mr Cool om kritiken efter ’pedofil-låten’”. Sveriges Radio (Kulturnytt). 23 juli 2018. https://www.sverigesradio.se/artikel/7004284. Läst 20 augusti 2025.”Flera tunga namn kritiserar kampanjen mot Mr Cool”. GAFFA. 4 juli 2018. https://gaffa.se/nyheter/2018/juli/flera-tunga-namn-kritiserar-kampanjen-mot-mr-cool/. Läst 20 augusti 2025.”Artisten bryter tystnaden om kritiserade ’pedofillåten’”. 1 juli 2018. https://www.aftonbladet.se/nojesbladet/a/3jOweX/artisten-bryter-tystnaden-om-kritiserade-pedofillaten. Läst 20 augusti 2025.

## Diskussion i forum och medier
Begreppet och de grupper som förknippas med det har främst diskuterats i svenska hiphop-forumet Whoa.nu, på Flashback och på Fragbite, där medlemmar dokumenterat släpp, spelningar och citat.”Tråd: ”hiphop med flöjt””. Flashback. https://www.flashback.org/t1491903. Läst 20 augusti 2025.”Mr.Cool PR-stunt (Emmaboda-diskussion)”. Fragbite. https://fragbite.se/forum/noje/musik/thread/1220887/mrcool-pr-stunt. Läst 20 augusti 2025.

## Relaterade akter
•	De 6 Apornas Armé (D6AA) – Västerås; grotesk och absurdistisk undergroundstil.”Artistprofil”. Discogs. https://www.discogs.com/artist/1104691-De-6-Apornas-Arm%C3%A9. Läst 20 augusti 2025.
	•	Mobbade barn med automatvapen (MBMA) – Uppsala; svart humor och våldsironi.”MBMA – Gatuslang”. https://gatuslang.se/tag/mobbade-barn-med-automatvapen/. Läst 20 augusti 2025.
	•	Rappare i Samverkan (RIS) – kollektiv av flera akter, bl.a. Dubbel Trubbel, Dom Viktiga Skorna, The Keffat Liv.”RIS – översikt”. https://wiki.underproduktion.se/index.php/Rappare_i_Samverkan. Läst 20 augusti 2025.